# 次氟酸氯
次氟酸氯（Chlorine hypofluorite）是一种无机化合物，化学式为ClOF，它是氟氧化氯的同分异构体，但不如氟氧化氯稳定。它可以在三氟化氯的水解中产生：
{\displaystyle {\ce {ClF3 + H2O -> ClOF + 2HF}}}
它不稳定，会发生歧化反应：
{\displaystyle {\ce {2ClOF -> ClO2F + ClF}}}